# イルデフォンス・リマ・ソラ
イルデフォンス・リマ・ソラ（Ildefons Lima Solà、1979年12月10日 - ）は、アンドラの元サッカー選手。元アンドラ代表で最多出場記録および最多得点記録の保持者。現役時代のポジションはディフェンダー。

## 来歴

### クラブ
FCアンドラからデビューし、セグンダ・ディビシオンB（3部相当）とテルセーラ・ディビシオン（4部相当）で1シーズンずつプレーした。1999-2000シーズンはセグンダBのRCDエスパニョールBで、2000-01シーズンはテルセーラのUEサン・アンドレウでプレーし、2001-02シーズンはギリシャのイオニコスFCとメキシコのCFパチューカで半年間ずつプレーした。2002年夏にスペインに戻り、セグンダ・ディビシオン（2部）のUDラス・パルマスで半年間プレー。やはりセグンダのポリデポルティーボ・エヒドとセグンダBのラージョ・バジェカーノでもプレーした。2005年夏にイタリア・セリエB（2部）のUSトリエスティーナに移籍し、しばしばフォワードとして起用された。2006年夏にセンターバックのレギュラーふたりが移籍したことで、残りのシーズンをレギュラーとして過ごした。30歳となった2009年にはスイス・スーパーリーグのACベリンツォーナに移籍し、2シーズンで45試合に出場。2011-12シーズンは再びトリエスティーナでプレーし、2012年夏には母国のFCアンドラに復帰した。

### 代表
1997年6月22日、エストニア戦（0-4）において17歳6ヶ月12日でアンドラ代表デビューを果たした。
2000年9月2日、2002 FIFAワールドカップ・ヨーロッパ予選のキプロス戦（2-3）で公式戦初得点となる得点を挙げた。この試合は、1996年から国際大会に参加しているアンドラ代表が1試合で複数得点を挙げた最初の試合である。
2001年4月25日、ダブリンで行われた同予選のアイルランド共和国戦（1-3）では先制点を挙げた。この得点は、アンドラ代表がFIFAワールドカップ予選のアウェーゲームで挙げた初の得点となった。
2004年以降は警告を受けることが多く、2006 FIFAワールドカップ・ヨーロッパ予選では2度の退場処分を受け、UEFA EURO 2012予選でも1度の退場処分を受けた。
40歳を過ぎても代表出場を続け、2019年11月には世界最長（期間）の代表選手としてギネス認定された。
2023年9月12日、UEFA EURO 2024予選のスイス戦（0-3）に43歳9ヶ月2日で出場したのを最後にアンドラ代表を引退した。その代表キャリアは26年間という長さであった。

## 家族
兄のアントニ・リマ・ソラはディフェンダーとしてプレーした元サッカー選手であり、主にスペインの下部リーグでプレーした。イオニコスでは兄弟そろってプレーした。

## 所属クラブ
- 1997-1999  FCアンドラ
- 1999-2000  RCDエスパニョールB
- 2000-2001  UEサン・アンドレウ
- 2001-2002  イオニコスFC
- 2002-0000  CFパチューカ
- 2002-2003  UDラス・パルマス
- 2004-0000  ポリ・エヒド
- 2004-2005  ラージョ・バジェカーノ
- 2005-2009  USトリエスティーナ・カルチョ
- 2009-2011  ACベリンツォーナ
- 2011-2012  USトリエスティーナ・カルチョ
- 2012-2014  FCアンドラ
- 2014-2018  FCサンタ・コロマ
- 2018-2022  インテル・ダスカルダス
- 2022-2023  FCアンドラB

## 個人成績

### 代表での得点
スコア欄と最終結果欄はアンドラの得点を左に記している。
| #   | 日付           | 場所                                 | 相手             | スコア | 最終結果 | 大会                                    |
| --- | -------------- | ------------------------------------ | ---------------- | ------ | -------- | --------------------------------------- |
| 1.  | 1997年6月22日  | クレサーレ                           | エストニア       | 1–3    | 1–4      | 親善試合                                |
| 2.  | 2000年9月2日   | アンドラ・ラ・ベリャ                 | キプロス         | 2–1    | 2–3      | 2002 FIFAワールドカップ・ヨーロッパ予選 |
| 3   | 2001年4月25日  | ダブリン                             | アイルランド     | 1–0    | 1–3      | 2002 FIFAワールドカップ・ヨーロッパ予選 |
| 4.  | 2002年3月27日  | タカーリ                             | マルタ           | 1–0    | 1–1      | 親善試合                                |
| 5.  | 2008年6月4日   | アンドラ・ラ・ベリャ                 | アゼルバイジャン | 1–1    | 1–2      | 親善試合                                |
| 6.  | 2009年2月11日  | カウナス                             | リトアニア       | 1–2    | 1–3      | 親善試合                                |
| 7.  | 2009年6月9日   | フロドナ                             | ベラルーシ       | 1–5    | 1–5      | 2010 FIFAワールドカップ・ヨーロッパ予選 |
| 8.  | 2014年9月9日   | アンドラ・ラ・ベリャ                 | ウェールズ       | 1–0    | 1–2      | UEFA EURO 2016予選                      |
| 9.  | 2014年10月13日 | アンドラ・ラ・ベリャ                 | イスラエル       | 1–1    | 1–4      | UEFA EURO 2016予選                      |
| 10. | 2015年10月10日 | アンドラ・ラ・ベリャ                 | ベルギー         | 1–2    | 1–4      | UEFA EURO 2016予選                      |
| 11. | 2017年2月22日  | セラヴァッレ、サンマリノ・スタジアム | サンマリノ       | 1-0    | 2-0      | 親善試合                                |